# Affaire Flactif
L'affaire Flactif ou tuerie du Grand-Bornand est une affaire criminelle française qui a défrayé la chronique en 2003, à la suite de la disparition d'un promoteur immobilier nommé Xavier Flactif, 41 ans, de sa femme Graziella Ortolano, 36 ans, et de leurs trois enfants Grégory, 7 ans, Lætitia, 9 ans et Sarah, 10 ans, au Grand-Bornand en Haute-Savoie. 
David Hotyat, locataire d'un chalet appartenant aux Flactif, est arrêté quelques mois plus tard. Il avoue le meurtre de la famille et avoir brûlé leurs corps en forêt. Il est condamné en 2006 à la prison à perpétuité. Sa compagne Alexandra Lefevre et un couple d'amis, Stéphane et Isabelle Haremza, sont condamnés pour complicité, respectivement à 10 ans, 15 ans et 7 ans d'emprisonnement.

## Faits et enquête
L'affaire débute à la suite de la disparition inexpliquée de la famille Flactif, l'alerte ayant été donnée par le fils de Graziella Ortolano et beau-fils de Xavier Flactif, Mario Leblanc, venu les rejoindre en vacances et qu'un taxi du Grand-Bornand, parti le 12 avril 2003, venu le chercher à l'aéroport de Lyon-Saint-Exupéry avait amené devant une maison fermée. Les gendarmes pensent d'abord à un accident de la route, mais les recherches ne donnent rien. Après une première perquisition le 14 avril dans leur chalet (45° 58′ 08″ N, 6° 26′ 49″ E) au Chinaillon, le procureur d'Annecy, Denis Robert-Charrerau, ordonne une seconde perquisition au cours de laquelle les gendarmes constatent la disparition de deux ordinateurs portables pourtant présents lors de la première. Le 22 avril 2003, le procureur ouvre une information judiciaire pour « enlèvements et séquestrations ».
L'enquête se base d'abord sur une éventuelle fuite vers l'étranger, peut-être liée aux affaires du père. En effet, le promoteur avait d'importants soucis professionnels (chantiers en retard, dettes, impayés, etc.), et s'était déjà retrouvé par le passé sous la surveillance de la brigade financière à la suite d'une affaire d’escroquerie. D'ailleurs, les sociétés civiles dont il dispose au Grand-Bornand sont toutes au nom de sa compagne, Graziella Ortolano. De plus, le véhicule familial est retrouvé dans le parking de l'aéroport international de Genève. 
Dans un premier temps, au vu de ces éléments et de la personnalité rusée de Flactif, les enquêteurs trouvent cette thèse de la fuite plausible, mais n'écartent pas la piste criminelle. Le 5 mai, le procureur annonce que des traces de sang, soigneusement lavées mais visibles au Luminol, ont été retrouvées par la police scientifique dans le chalet. Ces traces contiennent les ADN des cinq membres de la famille Flactif. Une douille de petit calibre (6,35 mm) et des éclats de dent de lait sont également retrouvés dans l'habitation. Des « petites taches suspectes » sont décelées par les techniciens à l'arrière de la 4 x 4 Toyota de Xavier Flactif retrouvée le 13 mai sur un parking de l'aéroport de Genève. Le véhicule a été lessivé et le tapis de sol du coffre a été découpé au cutter. Le spécialiste en morphoanalyse des traces de sang précise l'emplacement des victimes qui indique qu'elles ont été tuées au couteau.
Des gendarmes-spéléologues fouillent alors des cavités environnantes à la recherche des corps, et des prélèvements ADN sont effectués sur une centaine de résidents de la région. En vain.
Alors que le mystère reste entier, des échantillons d'ADN sont identifiés le 8 juillet 2003 : il s'agit de celui d'un mécanicien de 31 ans, David Hotyat, locataire d'un chalet appartenant aux Flactif. Sa compagne Alexandra Lefevre est une ancienne employée de ménage des victimes. Ils avaient emménagé en Haute-Savoie en 2001 et étaient voisins des Flactif mais la gendarmerie, avant de les interroger, décide de pratiquer une série d'écoutes téléphoniques pour avoir plus d'éléments et découvrir d'éventuels complices. Celles-ci montrent qu'un couple d'amis, Stéphane Haremza et son épouse Isabelle, également originaires du Nord, semblent être impliqués. Les 16 et 17 septembre 2003, la gendarmerie interpelle David Hotyat, sa compagne et le couple d'amis.
Avant son interpellation, le couple Hotyat avait été interrogé par la presse au début de l'enquête, notamment dans l'émission Sept à huit sur TF1. Le mécanicien et surtout sa compagne avaient égrené les griefs accumulés contre leur propriétaire, lui reprochant son côté « fort en gueule », parlant de location au noir, de travaux inachevés, critiquant le mode de vie des Flactif et véhiculant des rumeurs sur les prétendus comportements crapuleux de ces derniers,. Cette attitude volontairement accusatrice et teintée de haine à l'égard des victimes amène les enquêteurs à s'intéresser de plus près au couple Hotyat qu'ils placent sur écoute téléphonique, mesure qui laisse apparaître que David Hotyat se refuse dans un premier temps à se soumettre aux tests ADN, renforçant les soupçons des gendarmes.

## Arrestations et incarcérations
Dès les premières heures de sa garde à vue, David Hotyat, confondu par son ADN retrouvé sur les lieux du crime, avoue le quintuple assassinat et conduit les enquêteurs dans les bois de Thônes, à quelques kilomètres du Grand-Bornand, où il a incendié les corps. Il dit avoir agi seul, sur un coup de sang, mais les Haremza déclarent qu'il a l'idée de tuer la famille après avoir regardé en janvier 2003 un reportage de Sept à Huit sur l'affaire Stranieri. Néanmoins, sa conjointe est considérée comme le cerveau du crime, et, elle ainsi que le couple Haremza l'ont aidé pour la préparation des meurtres et la dissimulation des preuves. Divers objets appartenant aux Flactif (DVD, matériel informatique, caméscope numérique, téléphones portables) sont retrouvés à leur domicile. D'après la reconstitution et les éléments du dossier, l'assassin s'est rendu dans l'après-midi du 11 avril chez son propriétaire pour avoir une explication avec lui, mais celle-ci aurait mal tourné. David Hotyat déclare avoir voulu lui tirer dans la tête sans penser que l'arme fonctionnerait, mais le coup est parti. Pour ne pas laisser de témoins, il aurait éliminé les enfants et leur mère avec des objets contondants et le pistolet. Puis, les corps ont été transportés en forêt, où ils ont été brûlés. Le mobile est surtout basé sur la jalousie et la cupidité suscitées par la réussite et le train de vie du promoteur immobilier, alimentées de plus par d'autres différends, notamment d'ordre financier et immobilier. Ces sentiments auraient conduit les coupables vers une obsession vengeresse[réf. souhaitée].
Le 10 octobre 2003, le mécanicien du Nord se rétracte, et défend une version des faits peu vraisemblable : il prétend alors que lorsqu'il s'est rendu chez les Flactif le jour fatidique, deux mystérieuses personnes avaient déjà tué la famille et l'auraient obligé à les aider à se débarrasser des corps. Mais il est confondu, notamment par les témoignages de ses complices qui permettent de retenir la préméditation.
David Hotyat est entendu à trois reprises par une psychologue qui décèle chez lui des « traits narcissiques, phobiques et opératoires avec une tendance à fuir les émotions dans l'action, avec un idéal de maîtrise » (…). Les capacités de clivage et d'évitement de David Hotyat ne peuvent que le faire considérer comme dangereux », note le rapport d'expertise ».

## Procès et condamnations
À l'issue du procès qui s’est tenu du 12 juin 2006 au 30 juin 2006 devant la cour d'assises de Haute-Savoie, à Sevrier, David Hotyat est condamné à la réclusion criminelle à perpétuité assortie d'une mesure de sûreté de vingt-deux ans. Ses complices récoltent respectivement des peines de quinze ans de réclusion pour Stéphane Haremza, dix pour Alexandra Lefevre, et sept pour Isabelle Haremza,, tandis que Mickael Hotyat, le frère de David Hotyat, est aussi condamné à 1 an avec sursis sans inscription faite sur son casier judiciaire, pour avoir fait disparaître une des armes du crime,. Seul David Hotyat fait appel de la décision de justice, mais il se désiste finalement dès le premier jour de son nouveau procès, le 10 décembre 2007, acceptant la peine prononcée à son encontre en première instance,. 
Les Hotyat et les Haremza ont aussi été jugés et condamnés pour deux affaires dissociées du procès criminel : avoir mis le feu, un an avant le drame, à un chalet en construction appartenant aux Flactif, et pour une série de vols et de cambriolages commis au Grand-Bornand et dans les alentours. En effet, David Hotyat, poussé par le désir d'une vie toujours plus confortable et semblable à celle de ses victimes, avait sombré dans la délinquance à son arrivée en Haute-Savoie.

## David Hotyat
David Hotyat naît le 23 octobre 1972 à Arras, d'un père ouvrier et d'une mère postière, et passe sa jeunesse à Biache-Saint-Vaast, dans le Pas-de-Calais. Très distant avec sa mère, il s'attache à son père et commence à pratiquer les passions de celui-ci : l'athlétisme (détenant le record cadets du 3 000 mètres du club d'athlétisme de Biache-Saint-Vaast), la pêche, et la nature. L'école ne l'intéressant pas, il effectue son service militaire en ex-Yougoslavie, en tant que casque bleu. En 1999, avec sa nouvelle compagne Alexandra Lefèvre, ils quittent le Nord-Pas-de-Calais, région dont ils sont originaires. Ils s'installent dans l'Ain, puis au Grand-Bornand à la fin de l'année 2001. C'est alors qu'il fait la rencontre de Xavier Flactif, un promoteur immobilier, qui lui louera successivement plusieurs chalets dans la station.

## Filmographie
- Possessions d'Éric Guirado, 2012[16],[17], qui s'inspire librement de ce fait divers.
- La Vie Rêvée des Autres de Didier le Pécheur, 2024, qui reprend les éléments importants de l’arrivée de la famille Hotyat au chalet, avant l’affaire du meurtre.

### Documentaires télévisés
- « L'affaire Flactif » en 2004-2005 dans Secrets d'actualité sur M6.
- « le cas Flactif » en 2006 dans Les Sept Péchés capitaux - L'Envie sur TF1.
- « David Hotyat, la tuerie du Grand-Bornand »  de Nicolas Glimois en octobre 2008 et juin 2010 dans Faites entrer l'accusé présenté par Christophe Hondelatte sur France 2.
- « L'affaire Flactif : une famille assassinée » le 28 janvier 2009 dans Enquêtes criminelles : le magazine des faits divers sur W9.
- « L'affaire Flactif » le 20 septembre 2009, le 14 février, le 17 et le 21 août, le 22 octobre, le 4 et le 9 novembre 2010 dans Affaires criminelles sur NT1.
- « L'affaire Flactif » en 2013 dans Les dossiers Karl Zéro sur RMC Découverte.
- « La tuerie du Grand-Bornand » (deuxième reportage) dans « ... en Haute-Savoie » le 19 et le 26 mai, et le 3 juin 2014, dans Crimes sur NRJ 12.
- « Affaire Flactif : le chalet de l'horreur » (premier reportage) le 25 octobre, 1er et 9 novembre 2014 et le 11 et 22 juillet 2015  dans Chroniques criminelles sur NT1.
- « La tuerie du Grand-Bornand » le 20 mai 2017 dans Indices sur Numéro 23.
- « Affaire Flactif, la preuve par le sang » le 16 octobre 2021 dans Au bout de l'enquête, la fin du crime parfait ? sur France 2.